# Oscar Bello
Oscar Omar Bello Meza (Chile, 2 de agosto de 1952-26 de julio de 2021) fue un futbolista chileno que se destacó como mediocampista en Temperley y Tigre durante los años 1970.

## Historia
Volante habilidoso y de gran despliegue, con marca y llegada al arco rival, se inició en las divisiones inferiores de Arsenal y llegó al primer equipo del club de Sarandí en 1971. Después pasó a Temperley, en donde debutó el 27 de marzo de 1975 ante Racing Club en Avellaneda, en un juego que finalizó igualado por 1-1. 
El 21 de agosto de 1977, Bello Meza quedó para siempre en las páginas gloriosas de la historia Celeste al convertirle a River Plate el gol de la victoria por 1-0: a los 26 minutos del segundo tiempo batió a Ubaldo Fillol para que todo Turdera sea una fiesta.
Luego fue cedido a Tigre, a préstamo y en el club de Victoria conquistó el título de Primera B, en 1979, siendo una pieza fundamental.
En 1980 regresó para jugar su última temporada en Temperley. En total, el mediocampista chileno jugó 152 partidos y convirtió 14 goles con la camiseta del Gasolero.
En 1981 jugó para Deportivo Español y finalmente se retiró en 1982 en Regional Atacama de Chile, debiendo retirarse tras una grave lesión a los 32 años.

## Trayectoria
| Club              | País      | Período   |
| ----------------- | --------- | --------- |
| Arsenal           | Argentina | 1971-1974 |
| Temperley         | Argentina | 1975      |
| Aldosivi          | Argentina | 1976      |
| Temperley         | Argentina | 1977-1978 |
| Tigre             | Argentina | 1979      |
| Temperley         | Argentina | 1980      |
| Deportivo Español | Argentina | 1981      |
| Regional Atacama  | Chile     | 1982      |

## Palmarés

### Campeonatos nacionales
| Torneo    | Club  | País      | Año  |
| --------- | ----- | --------- | ---- |
| Primera B | Tigre | Argentina | 1979 |